# Ратерфорд (округ, Северная Каролина)
Округ Ратерфорд (англ. Rutherford County) располагается в штате Северная Каролина, США. Официально образован в 1779 году. По состоянию на 2010 год, численность населения составляла 67 810 человека.

## История
Округ был создан в 1779 году путём выделения из округа Трайон. Он был назван в честь Гриффита Резерфорда, организатора экспедиции против индейцев чероки в 1776 году и генерала Континентальной армии в годы войны за независимость.
В 1791 году часть территории округа была выделена в округ Банкомб. В 1841 году часть территории округа вошла в состав округа Кливленд. В 1842 году еще одна часть округа вошла в состав округа Макдауэлл. Наконец, в 1855 году часть округа отошла к округу Полк.
Когда началась гражданская война в округе было набрано несколько рот для армии Конфедерации:
- Роты D и G 16-го северокаролинского пехотного полка,
- Рота C ("The Rutherford Rebels"), и рота I ("The Rutherford Band") 34-го северокаролинского пехотного полка.
- Рота G ("The Rutherford Farmers"), рота К ("The Green River Rifles") и рота I 50-го северокаролинского пехотного полка.
- Рота I ("The Rutherford Rifles") 56-го северокаролинского пехотного полка.
- Рота В 70-го северокаролинского пехотного полка.

## География
По данным Бюро переписи США, общая площадь округа равняется 1 465,941 км2, из которых 1 460,761 км2 суша и 1,700 км2 или 0,310 % это водоемы.

## Население
По данным переписи населения 2000 года в округе проживает 62 899 жителей в составе 25 191 домашних хозяйств и 17 935 семей. Плотность населения составляет 43,00 человека на км2. На территории округа насчитывается 29 535 жилых строений, при плотности застройки около 20,00-ти строений на км2. Расовый состав населения: белые — 86,79 %, афроамериканцы — 11,23 %, коренные американцы (индейцы) — 0,20 %, азиаты — 0,22 %, гавайцы — 0,03 %, представители других рас — 0,67 %, представители двух или более рас — 0,74 %. Испаноязычные составляли 1,81 % населения независимо от расы.
В составе 30,00 % из общего числа домашних хозяйств проживают дети в возрасте до 18 лет, 55,40 % домашних хозяйств представляют собой супружеские пары проживающие вместе, 11,70 % домашних хозяйств представляют собой одиноких женщин без супруга, 28,80 % домашних хозяйств не имеют отношения к семьям, 25,50 % домашних хозяйств состоят из одного человека, 11,10 % домашних хозяйств состоят из престарелых (65 лет и старше), проживающих в одиночестве. Средний размер домашнего хозяйства составляет 2,44 человека, и средний размер семьи 2,90 человека.
Возрастной состав округа: 23,80 % моложе 18 лет, 8,00 % от 18 до 24, 27,90 % от 25 до 44, 24,30 % от 45 до 64 и 24,30 % от 65 и старше. Средний возраст жителя округа 38 лет. На каждые 100 женщин приходится 93,00 мужчин. На каждые 100 женщин старше 18 лет приходится 89,60 мужчин.
Средний доход на домохозяйство в округе составлял 31 122 USD, на семью — 37 787 USD. Среднестатистический заработок мужчины был 28 890 USD против 21 489 USD для женщины. Доход на душу населения составлял 16 270 USD. Около 10,40 % семей и 13,90 % общего населения находились ниже черты бедности, в том числе — 18,30 % молодежи (тех, кому ещё не исполнилось 18 лет) и 13,80 % тех, кому было уже больше 65 лет.

## Известные уроженцы и жители
- Ниг Липскомб (англ. Nig Lipscomb) (1911-1978), американский бейсболист.[2]